# Wilga Badowska
Wilga Badowska (ur. 1962 w Olsztynie) – polska malarka, ilustratorka, graficzka.

## Życiorys
Studia w Państwowej Wyższej Szkole Sztuk Plastycznych w Gdańsku (ASP) na Wydziale Malarstwa w latach 1981–1986, w pracowni prof. Włodzimierza Łajminga i prof. Kazimierza Ostrowskiego. Dyplom w 1986 r. w pracowni prof. Kazimierza Ostrowskiego.

## Wystawy indywidualne i zbiorowe, nagrody (do roku 2008)
- 1985 „Pejzaż sopocki” PWSSP, Gdańsk (wyróżnienie)
- 1987 Galeria WLOT Gdańsk
- 1988 „Arsenał '88” Ogólnopolska Wystawa Młodej Plastyki, Warszawa, Berlin
- 1990 „Konfrontacje’90”, I Triennale Sztuki Gdańskiej, Sopot
- 1991 Galeria BWA, Olsztyn
- 1991 Elnesvogen, Norwegia
- 1992 Muzeum Morskie, Gdynia
- 1993 „Groteska” Teatr Miejski, Gdynia
- 1993 Galeria „Pod Gobelinem”, Gdańsk
- 1994 Galeria „FOS”, Gdańsk
- 1994 Galeria „Arche”, Gdańsk
- 1996 „Koniec Wieku”, Galeria „Strome Schody” Muzeum w Lęborku
- 1997 Galeria „Denuo”, Warszawa
- 1997 Galeria „Pod psią i kocią łapą”, Sopot
- 1997 Galeria „Strome schody” Muzeum w Lęborku
- 1998 „Obraz’98” Fundacja Polska-Japonia im. Miyauchi Galeria „Stara Kordegarda” w Łazienkach Królewskich, Warszawa (wyróżnienie)
- 1998 Internetowy Almanach Sztuki Trójmiasta „Korpus Kulturalny” kk.art.pl (wernisaż Celtic Pub, Gdańsk)
- 1999 Obraz’98, Galeria „Piast” Fundacja Polska-Japonia im Miyauchi, Tokio
- 1999 „Wieża Babel”, Galeria „Strome Schody” Muzeum w Lęborku
- 1999 „Związki” Wystawa pomorskiego środowiska Artystycznego Kościół Św. Trójcy, Gdańsk
- 1999 „29 obrazów”, Fundacja Polska-Japonia im. Miyauchi Galeria „Stara Kordegarda” w Łazienkach Królewskich, Warszawa
- 1999 Galeria „Galeria ‘99”, Olsztyn
- 2000 Grupa P-8, Galeria ZPAP, Olsztyn
- 2000 Galeria „Na piętrze”, Koszalin
- 2001 „Amberif 2001” VII Międzynarodowe Targi Bursztynu, Gdańsk
- 2001 I Ogólnopolskie Biennale Malarstwa i Tkaniny unikatowej – Trójmiasto 2001, Gdańsk
- 2001 „Anioły” Galeria MOK, Dębica
- 2002 „Bestiarium” Galeria MOK, Dębica
- 2002 Galeria „Triada”, Gdańsk
- 2002 Galeria „Dworek Sierakowskich”, Sopot
- 2002 „Sztuka jest żeńska” – Die Kunst ist weiblich”, Frauenkulturhaus Harburg, Hamburg, Niemcy
- 2004 „Galeria2ern”, Aakirkeby, Bornholm (z Anetą Jadźwińską)
- 2004 Galeria „STS”, Sopot
- 2004 „Papierowi żeglarze” Galeria MOK, Koszalin
- 2005 „Amberif 2005” XII Międzynarodowe Targi Bursztynu, Gdańsk
- 2005 Galeria „Pod dachem nieba” – „Wilga Wróbel”, (z Markiem Wróblem)
- 2005 Akademia Cafe, Gdańsk
- 2005 Klub Mandarynka, Sopot
- 2006 „Obrazy z Ratusza” Państwowa Galeria Sztuki, Sopot
- 2006 Antistress VIII, NCK, Gdańsk
- 2007 Państwowa Galeria Sztuki w Galerii Triada, Sopot
- 2007 MOK, Olsztyn
- 2008 Kancelaria Adwokacka Anwaltskanzlei Vielhauer &Eggner, Wittem